# Кінець, з якого ми починаємо
«Кінець, з якого ми починаємо» (англ. The End We Start From) — британський фільм про виживання 2023 року знятий режисером Махалії Бело з Джоді Комер у головній ролі, а також Бенедиктом Камбербетчем, Кетрін Вотерстон і Марком Стронгом. Це кіноадаптація дебютного однойменного роману англійської письменниці Меган Гантер, що вийшов у 2017 році.
Прем'єра фільму «Кінець, з якого ми починаємо» відбулася на Міжнародному кінофестивалі в Торонто 10 вересня 2023 року. У США фільм вийшов у прокат 8 грудня 2023 року, а 19 січня 2024 року — у Великій Британії. Фільм отримав загалом позитивні відгуки критиків і був номінований у кількох категоріях Премії британського незалежного кіно 2023 року

## Сюжет
Затяжні шторми та зливи спричиняють затоплення Лондона саме тоді, коли Жінка (Джоді Комер) перебуває на пізній стадії вагітності. Через безперервні дощі повінь поширюється на інші низинні райони Британії, спричиняючи загальнонаціональну кризу з постачанням продовольства та житлом для людей, переміщених внаслідок екологічної катастрофи. Вода затоплює будинок, але Жінку встигають доставити в лікарню, де вона народжує сина. Лікарню евакуюють, і батькам доводиться терміново вибрати ім'я для сина — Зеб. R (Джоел Фрай) відвозить дружину і сина до своїх батьків G (Ніна Сосанья) і N (Марк Стронг) в будинок у селі. Людям не вистачає продовольства, країна занурюється в хаос. R і його батьки вирушають пункті розподілу їжі, але повертаються побиті й без G, розчавленої збожеволілим натовпом. Не витримавши, горя N накладає на себе руки. Їжі немає, і молода сім'я пускається на її пошуки. R вмовляє Жінку зробити нелегкий вибір — піти до притулку, куди пускають тільки дітей з одним батьком, а сам їде.
У притулку Жінка знайомиться з жінкою О (Кетрін Вотерстон) з дитиною. О розповідає про комуну, яку її знайомі організували на віддаленому острові біля узбережжя Англії, і кличе Жінку вирушити з нею туди. Жінка вагається, але в пошуках їжі на притулок нападають озброєні мародери, мешканці притулку розбігаються. Дорогою дві жінки зустрічають чоловіка AB (Бенедикт Камбербетч), він ділиться з ними їжею і розповідає, що покинув комуну, тому що не міг зректися минулого, що практикується в комуні.
Жінки добираються до берега моря і чекають на човен, який відвозить їх у комуну. Їжі вистачає, але жінці важко виносити прагнення жителів комуни відгородитися від усього світу. По радіо вона дізнається, що життя в країні поступово відновлюється, і попри вмовляння вирішує виїхати, керівник комуни неохоче погоджується доставити її на берег.
Вони з сином повертаються до свого зруйнованого будинку в Лондоні, де невдовзі возз'єднуються з R.

## У ролях
| Актор               | Роль  |
| ------------------- | ----- |
| Джоді Комер         | Жінка |
| Кетрін Вотерстон    | О     |
| Бенедикт Камбербетч | АВ    |
| Марк Стронг         | N     |
| Джоел Фрай          | R     |
| Джина Маккі         | F     |
| Ніна Сосанья        | G     |
| Ів Рассу            | MW    |
| Раманік Ахлувалия   | DR    |
| Ніл Белл            | MWC   |
| Філіппа Пік         | B     |
| Тео Барклем-Біггз   | L     |
| Ансу Кабіа          | D     |

## Виробництво

### Розробка
Компанія Бенедикта Камбербетча SunnyMarch з Hera Pictures придбала права на дебютний роман Меган Хантер «Кінець, з якого ми починаємо» у травні 2017 року ще до того, як книга була опублікована. Камбербетч сказав, що це «приголомшлива розповідь про материнство [і] вражаюча і лякаюче реальна історія сім'ї, яка бореться за виживання, яка змусить кожного зупинитися і задуматися про те, яку планету ми залишаємо після себе нашим дітям». Камбербетч був оголошений продюсером разом із засновницею Hera Pictures Лайзою Маршалл, Адамом Аклендом та Софі Хантер.
У травні 2022 року було оголошено, що Махалія Бело буде режисером екранізації роману Еліс Берч із Джоді Комер, яка зіграє головну роль матері. Виконавчими продюсерами виступили Комер, Камбербетч, Єва Єйтс, Сесіль Ґаже та Себастьєн Райбо, а також BBC Films та Anton, які долучилися до фінансування. Повідомляється, що бюджет проекту становить 9 мільйонів фунтів стерлінгів. Також підтверджено, що над проектом працюють оператор Сьюзі Лавелл, художник по костюмах ПК Вільямс, художник-постановник Лора Елліс-Крікс і художник по зачісках і гриму Луїза Коулс. Режисер Бело описав фільм як «унікальний та оригінальний погляд на фільм про виживання. Фільм, який співзвучний кліматичній кризі, яку ми переживаємо зараз».

### Кастинг
У серпні 2022 року стало відомо, що до акторського складу додалася Кетрін Вотерстон, а у вересні 2022 року Камбербетч, Марк Стронг, Джоел Фрай, Джина Маккі та Ніна Сосанья. Основні зйомки почалися в Лондоні. Стронг став виконавчим продюсером разом з Кейт Максвелл, Фанні Сульє та Пітером Енгельсом з Anton, а також Клаудією Юсеф з BBC Film. C2 Motion Picture Group залучили до фінансування Дейва Каплана та Джейсона Клота виконавчими продюсерами, а фінансування від Національної лотереї надійшло через Британський інститут кінематографії, а Ліззі Франке виступала як виконавчий продюсер.

### Фільмування
Крім Лондона, іншим місцем зйомок, як повідомляється, стала покинута школа-інтернат Carmel College у південному Оксфордширі.

### Музика
Автор музики Анна Мередіт.

## Прем'єра
У травні 2023 року Signature Entertainment та Republic Pictures придбали права на дистрибуцію у Великій Британії та США відповідно.
Прем'єра у Сполучених Штатах відбулася 8 грудня 2023 року, а у Великій Британії — 19 січня 2024 року.

## Сприйняття

### Відгуки критиків
На сайті-агрегаторі рецензій Rotten Tomatoes 88 % з 73 відгуків критиків є позитивними, а середня оцінка — 6,8/10. Консенсус на сайті такий: «Завдяки захоплюючій грі Джоді Комер у головній ролі, „Кінець, з якого ми починаємо“ пропонує вдумливий, моторошний погляд на кінець світу». Сайт Metacritic, який використовує середньозважену оцінку, поставив фільму 65 балів зі 100, спираючись на відгуки 25 критиків, що свідчить про «загалом схвальні» рецензії.
Денис Федорук (itc.ua) оцінив фільм загалом позитивно. Він зауважив, що «Не дивлячись на скромне зображення апокаліпсиса, котрий відбувається здебільшого поза кадром, творцям вдалося добре передати почуття безвиході перед подальшою катастрофою, що невпинно наближається, в тому числі особистою».

### Нагороди
Фільм «Кінець, з якого ми починаємо» отримав дев'ять номінацій на Премії британського незалежного кіно 2023 року, зокрема за найкращу жіночу роль (Джоді Комер) та найкращу жіночу роль другого плану (Кетрін Вотерстон), а також за найкращу операторську роботу (Сьюзі Лавелл) та найкращий дизайн костюмів (П. С. Вільямс).